# Merike Anderson
Merike Anderson (Tartu, 25 dicembre 1981) è una cestista estone.